# خورشيدان (فخرود)
خورشيدان (بالفارسية: خورشیدان) هي مستوطنة تقع في إيران في قسم فخرود الريفي. يقدر عدد سكانها بـ 51 نسمة بحسب إحصاء 2016.